# Saint-Bonnet-de-Mure
Saint-Bonnet-de-Mure és un municipi francès situat al departament del Roine i a la regió d'Alvèrnia-Roine-Alps. L'any 2007 tenia 6.090 habitants.

## Demografia

### Població
El 2007 la població de fet de Saint-Bonnet-de-Mure era de 6.090 persones. Hi havia 2.103 famílies de les quals 366 eren unipersonals (122 homes vivint sols i 244 dones vivint soles), 604 parelles sense fills, 984 parelles amb fills i 149 famílies monoparentals amb fills.
La població ha evolucionat segons el següent gràfic:
Habitants censats

### Habitatges
El 2007 hi havia 2.202 habitatges, 2.133 eren l'habitatge principal de la família, 26 eren segones residències i 42 estaven desocupats. 1.793 eren cases i 391 eren apartaments. Dels 2.133 habitatges principals, 1.706 estaven ocupats pels seus propietaris, 363 estaven llogats i ocupats pels llogaters i 65 estaven cedits a títol gratuït; 18 tenien una cambra, 77 en tenien dues, 250 en tenien tres, 623 en tenien quatre i 1.166 en tenien cinc o més. 1.852 habitatges disposaven pel capbaix d'una plaça de pàrquing. A 765 habitatges hi havia un automòbil i a 1.261 n'hi havia dos o més.

### Piràmide de població
La piràmide de població per edats i sexe el 2009 era:
| Homes | Edats   | Dones |
| ----- | ------- | ----- |
| 0     | 95 o +  | 4     |
| 0     | 90 a 94 | 48    |
| 8     | 85 a 89 | 36    |
| 24    | 80 a 84 | 20    |
| 44    | 75 a 79 | 64    |
| 96    | 70 a 74 | 52    |
| 80    | 65 a 69 | 76    |
| 108   | 60 a 64 | 148   |
| 164   | 55 a 59 | 120   |
| 212   | 50 a 54 | 200   |
| 188   | 45 a 49 | 188   |
| 272   | 40 a 44 | 272   |
| 244   | 35 a 39 | 264   |
| 216   | 30 a 34 | 232   |
| 112   | 25 a 29 | 152   |
| 136   | 20 a 24 | 144   |
| 225   | 15 a 19 | 248   |
| 256   | 10 a 14 | 200   |
| 256   | 5 a 9   | 188   |
| 200   | 0 a 4   | 128   |

## Economia
El 2007 la població en edat de treballar era de 4.017 persones, 2.984 eren actives i 1.033 eren inactives. De les 2.984 persones actives 2.797 estaven ocupades (1.455 homes i 1.342 dones) i 187 estaven aturades (83 homes i 104 dones). De les 1.033 persones inactives 313 estaven jubilades, 447 estaven estudiant i 273 estaven classificades com a «altres inactius».

### Ingressos
El 2009 a Saint-Bonnet-de-Mure hi havia 2.225 unitats fiscals que integraven 6.268 persones, la mediana anual d'ingressos fiscals per persona era de 23.433,5 €.

### Activitats econòmiques
Dels 421 establiments que hi havia el 2007, 3 eren d'empreses extractives, 8 d'empreses alimentàries, 7 d'empreses de fabricació de material elèctric, 4 d'empreses de fabricació d'elements pel transport, 23 d'empreses de fabricació d'altres productes industrials, 47 d'empreses de construcció, 122 d'empreses de comerç i reparació d'automòbils, 39 d'empreses de transport, 23 d'empreses d'hostatgeria i restauració, 4 d'empreses d'informació i comunicació, 22 d'empreses financeres, 19 d'empreses immobiliàries, 51 d'empreses de serveis, 31 d'entitats de l'administració pública i 18 d'empreses classificades com a «altres activitats de serveis».
Dels 88 establiments de servei als particulars que hi havia el 2009, 1 era una oficina de correu, 5 oficines bancàries, 2 funeràries, 11 tallers de reparació d'automòbils i de material agrícola, 2 autoescoles, 8 paletes, 7 guixaires pintors, 7 fusteries, 5 lampisteries, 6 electricistes, 2 empreses de construcció, 7 perruqueries, 2 veterinaris, 2 agències de treball temporal, 12 restaurants, 8 agències immobiliàries i 1 saló de bellesa.
Dels 48 establiments comercials que hi havia el 2009, 2 eren supermercats, 4 grans superfícies de material de bricolatge, 1 una botiga de més de 120 m², 4 fleques, 3 carnisseries, 1 una llibreria, 4 botigues de roba, 8 botigues d'equipament de la llar, 1 una sabateria, 1 una botiga d'electrodomèstics, 13 botigues de mobles, 3 botigues de material esportiu, 1 una perfumeria i 2 floristeries.
L'any 2000 a Saint-Bonnet-de-Mure hi havia 17 explotacions agrícoles que ocupaven un total de 891 hectàrees.

## Equipaments sanitaris i escolars
Els 2 equipaments sanitaris que hi havia el 2009 eren farmàcies.
El 2009 hi havia 2 escoles maternals i 2 escoles elementals.

## Poblacions més properes
El següent diagrama mostra les poblacions més properes.